# 三上彩
三上 彩（みかみ あや、1984年1月27日 - ）は、日本の元女子バレーボール選手。

## 球歴
- 所属チーム履歴

大槻小→大槻中→古川商業高等学校（現：古川学園高等学校）→筑波大学→久光製薬スプリングス（2006年-2009年）

## プレースタイル
- 身長175cm、最高到達点302cmと、セッターとしてはトップクラスの高さがあり、その高さを活かした速いトス回し(センターやバックアタック等)が特徴である。また、元センタープレーヤーであるためブロック能力も秀でており、スタメン時は1セット平均1本を決めることもある。

## 人物
- ニックネームはルカ（出身校である古川商業高の『フルカワ』から）。